# Richard Rathbone
Richard Rathbone (* 1942 in London) ist ein britischer Afrikahistoriker und emeritierter Professor der University of London.
Sein Vater war RAF-Pilot, der im Krieg fiel. 1964 begann er an der School of Oriental and African Studies beim Afrikahistoriker Roland Oliver. Dort lehrte er zunächst als Lektor ab 1969 in der Geschichtsabteilung und hörte dort erst 2003 mit dem Ruhestand auf. Einen Lehrstuhl erhielt er 1994 für Afrikanische Geschichte. Dazwischen lagen mehrere Forschungsaufenthalte in Ghana. Sein Interesse lag auf dem Dekolonisationsprozess der ehemaligen englischen Kolonie. Auch wurde er nach Kapstadt, Johannesburg, Harvard und Princeton als Fellow eingeladen und ist noch Honorarprofessor an der Aberystwyth University. Er war Vizepräsident der Royal Historical Society.

## Veröffentlichungen
- The transfer of power in Ghana, 1945–57, 1968;
- Ghana: British Documents on the End of the Empire, 2 Bde., 1992, ISBN 978-0-300-05504-7
- Murder and Politics in Colonial Ghana, Yale UP, 1992, ISBN 978-0-300-05504-7 (über einen Ritualmord 1943)
- mit David Anderson: Africa’s Urban Past. James Currey, 2000, ISBN 978-0-85255-760-0 (google.de [abgerufen am 31. Juli 2022]).
- Nkrumah and the Chiefs, 2000, ISBN  978-0821413067
- (mit John Parker): African History: A Very Short Introduction, 2007, ISBN 978-0192802484
  - Geschichte Afrikas, Anaconda 2010, ISBN 978-3866474017 (schlecht übersetzt)
- World War I and Africa: Introduction. In: The Journal of African History. Band 19, Nr. 1, Januar 1978, ISSN 1469-5138, S. 1–9, doi:10.1017/S0021853700015917 (cambridge.org [abgerufen am 31. Juli 2022]).

### Herausgeber
- (mit R. Moss): The Population Factor in African Studies, 1975;
- (mit S. Marks): Industrialisation and Social Change in South Africa: African Class Formation, Culture, and Consciousness, 1870–1930, 1982;
- (mit D. Killingray): Africa and the Second World War, 1986;
- (mit D. C. O’Brien, J. Dunn): Contemporary West African States, 1989;